# Melchior Ndadaye
Melchior Ndadaye (Nyabihanga, 28 marzo 1953 – Bujumbura, 21 ottobre 1993) è stato un politico burundese.
Quarto Presidente della Repubblica del Burundi dal 10 luglio al 21 ottobre 1993, primo presidente liberamente eletto e primo presidente hutu nella storia del suo paese, fu deposto e assassinato da un golpe militare dopo 102 giorni di presidenza.

## Vita privata e formazione
Nacque a Murama nel comune di Nyabihanga in provincia di Muranvya da Pie Ndadaye e Thérèse Bandushubwenge, da famiglia hutu, primo di dieci fratelli.
Frequenta la scuola normale a Gitega, ma nel 1972 in seguito ai fatti di violenza, è costretto a fuggire e a rifugiarsi in Ruanda. Prosegue gli studi secondari a Butare prima di frequentare la facoltà di scienze dell'educazione dell'università nazionale rwandese, sempre a Butare, dove inizierà a insegnare dopo la laurea.
Sposa Laurence Nininahazwe il 7 luglio 1984 dalla quale avrà tre figli: Alain Guéva, David Lektika e Marie Libertas.
Nel 1983 rientra in Burundi e continuerà la propria formazione bancaria presso l'Institut Technique de Banque du Conservatoire National des Arts et Métiers de France.
Melchior Ndadaye è stato ucciso nella mattinata del 21 ottobre 1993, verso le ore 9:30 da tre militari dell'11° blindato del 2º comando che nella notte avevano compiuto il golpe, strangolato con una corda e trafitto sette volte dalle baionette degli stessi militari. Il suo cadavere venne abbandonato nel campo e dileggiato, infine sepolto in una fossa comune nello stesso campo insieme ai corpi di Pontien Karibwami, vicepresidente e presidente dell'Assemblea Nazionale, di Bimazubute Gilles, vice presidente dell'Assemblea Nazionale, di Juvénal Ndayikeza, ministro dell'agricoltura e dello sviluppo rurale e Richard Ndikumwami, direttore dei Servizi Segreti.
Alcuni giorni dopo la sua morte Froduald Karamira, il vicepresidente radicale del vicino Ruanda, ha lanciato un appello a prendere le armi ed eliminare il nemico in mezzo a loro, facendo così nascere Potere Hutu, con metodi simili a quelli della Germania nazista.
In seguito alle imponenti reazioni nazionali e internazionali, i corpi sono stati riesumati, puliti e deposti, dopo un esame autoptico, ciascuno in una bara di legno e così restituiti alle famiglie, procedendo alla preparazione dei funerali di Stato celebrati il 6 dicembre 1993.
Il 14 maggio 1999 termina il processo, giudicato una farsa dai partiti hutu, contro i presunti killer. Sono stati condannati a morte il tenente Paul Kamana, in esilio in Uganda, Laurence Nzeyimana, Giovenale Gahungu, Sylvère Nduwumukama e Emmanuel Ndayizeye. Le responsabilità degli alti gradi e dei politici non sono state accertate.